# Linne (województwo kujawsko-pomorskie)
Linne – wieś w Polsce położona w województwie kujawsko-pomorskim, w powiecie rypińskim, w gminie Rypin.

## Podział administracyjny
W latach 1975–1998 miejscowość administracyjnie należała do województwa włocławskiego.

## Demografia
Według Narodowego Spisu Powszechnego (III 2011 r.) liczyła 217 mieszkańców. Jest szesnastą co do wielkości miejscowością gminy Rypin.